# Synechocryptus persicator
Synechocryptus persicator là một loài tò vò trong họ Ichneumonidae.